# Alexandra Wassiljewna Superanskaja
Alexandra Wassiljewna Superanskaja (russisch: Александра Васильевна Суперанская * 7. Oktober 1929 in Moskau; † 12. März 2013 ebenda) war eine sowjetische und russische Sprachwissenschaftlerin. Sie galt als eine der führenden Expertinnen auf dem Gebiet der Onomastik.

## Leben und Werk
Superanskaja studierte Philologie und war ab 1957 am Institut für Linguistik der Russischen Akademie der Wissenschaften tätig, zunächst in der Abteilung für Sprachkultur, später als Leiterin der Gruppe für Terminologie und Onomastik.
Sie wurde zur Doktorin der philologischen Wissenschaften promoviert und war Professorin. Superanskaja war Mitglied des Internationalen Onomastik-Komitees, der Orthographischen Kommission der Russischen Akademie der Wissenschaften sowie der Russischen Geographischen Gesellschaft. Sie betreute sechs Doktorarbeiten.
Ihr Forschungsschwerpunkt lag auf der Onomastik, insbesondere auf russischen Personennamen, Familiennamen und geografischen Namen. Sie befasste sich außerdem mit der onomastischen Kartographie und betonte die Bedeutung geografischer Verbreitungsmuster in der Namensforschung. Sie veröffentlichte über 350 wissenschaftliche Arbeiten, darunter rund 20 Monographien. Zu ihren bedeutendsten Werken zählen:
- Общее имя собственное („Allgemeine Theorie der Eigennamen“, 1973)
- Современные русские фамилии („Moderne russische Familiennamen“, 1981)
- Теория и методы ономастических исследований („Theorie und Methoden der onomastischen Forschung“, 1989)

Superanskaja galt als prägende Stimme für die russische Onomastik und war auch in der öffentlichen Sprachberatung aktiv, unter anderem für den Rundfunk und populärwissenschaftliche Publikationen wie Nauka i Schisn („Wissenschaft und Leben“).